# Deduktiv-nomologisches Modell
Das deduktiv-nomologische Modell (kurz DN-Modell) ist eine formale Struktur der wissenschaftlichen Erklärung eines Kausalzusammenhangs mittels natürlicher Sprache. Es dient sowohl zur Erklärung von allgemeinen Gesetzmäßigkeiten als auch von einzelnen sprachlich beschreibbaren Ereignissen. Das Modell wurde von Carl Gustav Hempel und Paul Oppenheim 1948 in dem Artikel Studies in the Logic of Explanation vorgeschlagen und ist auch als Hempel-Oppenheim-Schema (kurz HO-Schema) bekannt. Es besteht aus zwei Teilen, dem durch Schließen zu erklärenden Satz (Explanandum) sowie der Erklärung (Explanans), die sich aus allgemeinen Gesetzesaussagen und (empirischen) Randbedingungen (Antezedensaussagen) als Prämissen zusammensetzt.
Die Grundstruktur des Schemas ist spätestens seit dem 19. Jahrhundert bekannt und wurde von Karl Popper 1935 in Logik der Forschung aufgegriffen. Nach der Ausarbeitung durch Hempel und Oppenheim 1948 wurde es ab den späten 1950ern von zahlreichen Autoren diskutiert.

## Definition
Zitat: Die Frage „Warum tritt das Phänomen auf?“ wird aufgefasst als Frage „Nach welchen allgemeinen Gesetzen und aufgrund welcher Vorbedingungen tritt das Phänomen auf?“
Eine deduktiv-nomologische Erklärung eines Sachverhaltes ist ein logisch korrektes Argument, das aus dem Explanans (den erklärenden Sätzen) – allgemeingültigen (wissenschaftlichen) Gesetzen und speziellen Bedingungen – und dem daraus ableitbaren Explanandum (dem zu erklärenden Satz) besteht. Die Erklärung des Phänomens besteht im Nachweis, dass das Phänomen den bekannten allgemeinen Gesetzen gehorcht, die auf die speziellen Gegebenheiten anzuwenden sind.
Explanans:
L1, ..., Ln (zu lat. lex, Gesetze)
C1, ..., Cr (zu lat. conditio, Bedingungen)
- - - - - - - - - - - - (impliziert) 

Explanandum
Folgendes Beispiel stammt von Karl Popper (L=Gesetz, C=Rand- oder Anfangsbedingungen):
Explanans:
(L) Jedes Mal, wenn ein Faden der Stärke r mit einem Gewicht von mindestens K belastet wird, reißt er.
(C1) Dies ist ein Faden der Stärke r.
(C2) Das angehängte Gewicht ist mindestens K.
Explanandum:
(E) Der Faden reißt.

### Explanans
Das Explanans ist das Erklärende (Partizip Präsens Aktiv von lat. explanare „auslegen, erklären, deuten“). Es setzt sich zusammen aus:
- als allgemeingültig anerkannten Gesetzen (zum Beispiel Physikalisches Gesetz)
- erfüllten Bedingungen (die die Anwendung der Gesetze erlauben), dem Antezedens (der Ursache)

### Explanandum
Das Explanandum ist der Satz, der das zu Erklärende (Gerundivum neutrum zu lateinisch explanare „ausbreiten, verdeutlichen, erklären“) beschreibt (nicht das Phänomen selbst). Es ist das Ereignis / die Beobachtung, die erklärt werden soll, und ist – bei einer erfolgreichen Erklärung – das Ergebnis des Schlusses aus dem Explanans.

## Adäquatheitsbedingungen
Eine Erklärung kann nur korrekt sein, wenn die vier folgenden notwendigen Bedingungen erfüllt sind.

### Logische Adäquatheitsbedingungen
1. Das Explanandum folgt deduktiv aus dem Explanans (Folgerungsbedingung).
2. Das Explanans enthält allgemeine Gesetze; diese müssen zur Erklärung notwendig sein (Gesetzesbedingung).
3. Das Explanans hat einen empirischen Inhalt, d. h., es muss falsifizierbar sein (Signifikanzbedingung).

### Empirische Adäquatheitsbedingung
1. Alle Sätze des Explanans sind wahr (Wahrheitsbedingung).

## Erklärung und Vorhersage
Eine Erklärung ist in diesem Modell formell identisch mit einer Vorhersage: Ist das Explanandum gegeben, so bieten korrekt ausgewählte Gesetze und Bedingungen seine Erklärung; sind die Gesetze und Bedingungen gegeben, erlauben sie die Vorhersage des Explanandums. Eine Erklärung ist nur adäquat, wenn sie das Phänomen auch hätte vorhersagen können.
Sind die Prämissen des DN-Argumentes zuerst bekannt und wird die Konklusion daraus nachträglich abgeleitet, so spricht man von einer ex-ante DN-Begründung (oder DN-Voraussage im epistemischen Sinn). Ein solches Argument ist eine DN-Voraussage im zeitlichen Sinn, wenn das Antezedensereignis zeitlich vor dem Explanandumereignis eintritt, und sie ist eine Retrodiktion, wenn es erst danach eintritt.
Beispiel: Die Herleitung einer zukünftigen Sonnenfinsternis aufgrund astronomischer Daten (und physikalischer Theorie) ist eine Voraussage, die Herleitung eines vergangenen Meteoreinschlages aus geologischen Funden ist eine Retrodiktion.

## Problemfälle für das DN-Modell
- Asymmetrie. Das DN-Modell enthält keine Einschränkungen bezüglich des Asymmetrieverhältnisses von Explanans und Explanandum.

Beispiel: Die Herleitung der bereits bekannten Höhe eines Turms aus seiner Schattenlänge ist eine ex-post-DN-Begründung, aber keine DN-Erklärung, weil die Schattenlänge nicht die Ursache der Turmhöhe ist.
- Irrelevanz (Beispiel von Wesley Salmon, 1971)

(L) Männer, die regelmäßig die Pille nehmen, werden nicht schwanger.
(C) John Jones ist ein Mann, der regelmäßig die Pille genommen hat.
(E) John Jones wird nicht schwanger.
- Statistische Aussagen. Das DN-Modell lässt bei statistischen Aussagen keine sicheren Schlüsse vom Explanans zum Explanandum zu, der Schluss ist vielmehr nur mit einer gewissen Wahrscheinlichkeit richtig. Hempel schlug deswegen für solche Aussagen das Induktiv-statistische Modell vor.

## Belege
1. ↑  Wesley C. Salmon: The Spirit of Logical Empiricism: Carl G. Hempel’s Role in Twentieth-Century Philosophy of Science in Philosophy of Science, Band 66, Nr. 3 (Sep., 1999), S. 333–350; S. 340.
2. ↑  Carl Gustav Hempel und Paul Oppenheim (1948). Studies in the Logic of Explanation, S. 136, im Original: ...the question “Why does the phenomenon happen?” is construed as meaning “according to what general laws, and by virtue of what antecedent conditions does the phenomenon occur?”
3. ↑  Studies, S. 137
4. ↑  Studies, S. 138